# Gnus

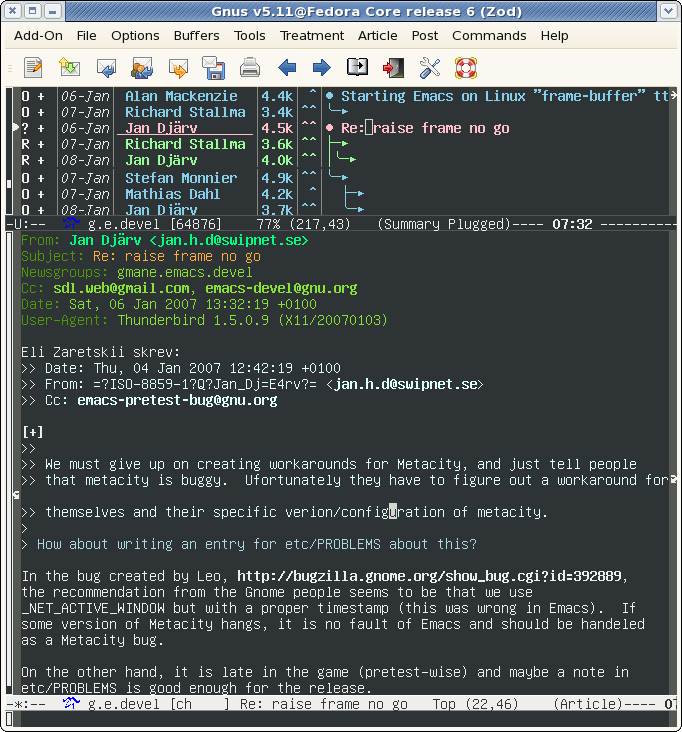
Gnus 5.11 bajo GNU Emacs y Linux Fedora Core

Gnus es un lector de mensajes (correos electrónicos) bajo GNU, Emacs y 
XEmacs. Soporta tanto lector de correo electrónico como news. Incluso, soporta fuentes web-base para poner los grupos.